# 麻田カリ賦
麻田 𤝗賦（あさだ の かりふ、生没年不詳）は、奈良時代の官人。姓は連。百済系渡来人の大山下・答㶱春初の後裔。官位は外従五位下・山背介。

## 経歴
桓武朝初頭の延暦3年（784年）外従五位下に叙せられる。延暦4年（785年）7月に左大史に任ぜられるが、11月には典薬頭に遷る。𤝗賦は医業の者ではなかったことから、単なる事務官として務めたか。延暦7年（788年）右京亮に任ぜられ、翌延暦8年（789年）山背介として地方官に転じている。

## 官歴
『続日本紀』による。
- 時期不詳：正六位上
- 延暦3年（784年）12月2日：外従五位下
- 延暦4年（785年） 7月6日：左大史。11月12日：典薬頭
- 延暦7年（788年） 3月21日：右京亮
- 延暦8年（789年） 3月16日：山背介